# Nerd Corps Entertainment
Nerd Corps Entertainment – kanadyjskie studio animacji komputerowej z siedzibą w Vancouver, założone w 2002 roku przez Asafa Fipke i Chucka Johnson z Mainframe Entertainment.
Zakupione przez DHX Media (WildBrain) w grudniu 2014.

## Filmografia
- Wybraniec smoka
- Storm Hawks
- Liga Złośliwców
- Hot Wheels: Battle Force 5
- Slugterra